# سیارک ۳۹۴
سیارک ۳۹۴ (به انگلیسی: 394 Arduina، نامگذاری:1894BH) سیصد و نود و چهارمین سیارک کشف شده‌است که در ۱۹ نوامبر ۱۸۹۴ و در مارسی کشف شد.
قدر مطلق سیارک برابر ۹٫۶۶ است.